# (3748) Tatum
(3748) Tatum (1981 JQ) – planetoida z pasa głównego asteroid okrążająca Słońce w ciągu 4,03 lat w średniej odległości 2,53 j.a. Odkrył jąEdward Bowell 3 maja 1981 roku.